# REVITAL GRANAS
REVITAL GRANAS（リバイタルグラナス）は、資生堂が2008年10月21日から展開している、30代以降の女性向けの基礎化粧品ブランドの名前である。

## 概要
30代以上の女性をターゲットにした高級化粧品の新ブランド「リバイタル グラナス」は、2008年10月21日に登場した。化粧水や乳液、ファンデーション（化粧下地）など基礎化粧品を中心に13品目23種類で構成されている。
600種類以上の植物由来成分を精査して開発した「美容豆エキス」を新成分として加えることで、ハリ感に満ちた美しい肌に導けるのが特徴である。
キャッチコピーは「実証。GRANAS」。

## イメージモデル

### 2008年
女優の鈴木京香、マイコと、ヴァイオリニストの諏訪内晶子を起用。

### 2009年
2008年度に引き続き女優の鈴木京香に加え、フリーアナウンサーの滝川クリステルを起用。

## CM使用曲
2008年「本当の贅沢」篇シリーズには、諏訪内晶子が演奏するベートーヴェン『ヴァイオリンソナタ第9番イ長調作品47（通称『クロイツェル』）』が使用された。